# Michael Imkeller
Michael Imkeller (* um 1560; † nach 1613) war ein deutscher Steinmetz und Renaissance-Baumeister, der durch seine Bauwerke im Main-Spessart-Gebiet bekannt ist.

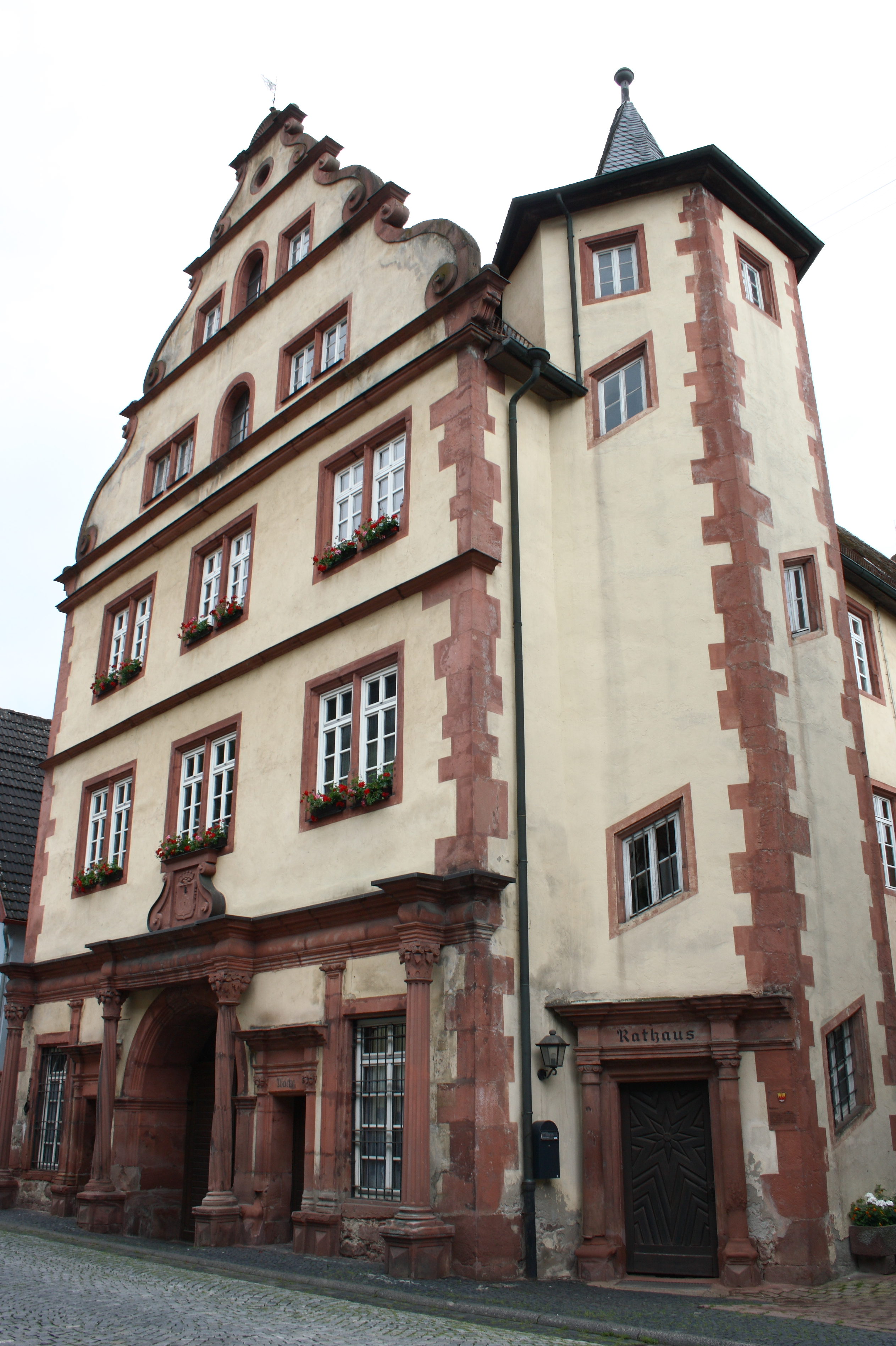
Rathaus in Rothenfels, errichtet von Michael Imkeller

## Leben
Michael Imkeller lebte jahrzehntelang in Lohr am Main (mindestens 1589–1613) und hatte dort auch das Bürgerrecht erworben. Er war Steinmetzmeister sowie gleichzeitig Baumeister und führte die von ihm geplanten Werkstücke und Bauten auch aus. Dass er seine Kenntnisse in einer zeitgenössischen Bauhütte erworben hatte, zeigt sich daran, dass er die Architekturelemente der Renaissance meisterhaft beherrschte: Rundbogentüren mit Pilastern und Profilgesimsen, verziert mit Löwenköpfen, Rosetten, Muschel- und Blattwerk.

## Wirken
Imkeller ist urkundlich nachweisbar durch den Auftrag zur Planung des Rathauses in Lohr am Main im Jahre 1592. 1598/99 errichtete er auch das Rathaus in Rothenfels.
Desgleichen war er als Steinmetzmeister beim Ausbau des vom Erzstift Mainz 1559 übernommenen Lohrer Stadtschlosses der Grafen von Rieneck beteiligt. Auch die kunstvoll gearbeiteten Portale einer Reihe von Bürgerhäusern in Lohr werden ihm zugeschrieben.

## Bauwerke
- Rathaus (Lohr am Main)
- Rathaus (Rothenfels)
- Das 1589 entstandene Portal des Gasthauses Zur Krone an der Lohrtorstraße 2 in Lohr am Main wird ihm zugeschrieben.[3]